# 電影專業培訓計劃
電影專業培訓計劃，是香港電影業內組織計劃，由香港政府支助，資金來自電影發展基金，計劃開發香港電影業人才，承先啟後，引導香港新一代進入電影行業。電影專業培訓計劃發展已經有十數年歴史。

## 相關組織
- 香港沙龍電影有限公司
- 捷成洋行
- 天下一恆運影視租賃有限公司
- 香港先力電影器材有限公司
- 傳真製作有限公司
- 創意香港
- 天下一電影公司
- 成龍基金
- 國藝影城
- Sony 索尼公司
- DJI大疆創新科技有限公司
- 北京創科有限公司
- Arri Asia Limited
- 香港電影業十二大屬會

## 相關人物
- 田啟文
- 岑建勳
- 陳望華,教授
- 李卓斌,畢業生

## 外部參考
- 電影專業培訓計劃 （页面存档备份，存于）
- （页面存档备份，存于）